# Innovasjon Norge
Innovasjon Norge är en norsk statlig myndighet inom regional utveckling, innovation och turism som bildades 2003 vid sammanslagning av organisationerna Statens nærings- og distriktsutviklingsfond (SND), Norges Eksportråd, Norges Turistråd och Statens veiledningskontor for oppfinnere (SVO).